# Шишковский, Дамьян
Дамьян Шишковский (макед. Дамјан Шишковски; 18 марта 1995, Скопье) — северомакедонский футболист, вратарь. Игрок сборной Северной Македонии.

## Биография
Воспитанник клуба «Работнички» (Скопье). На взрослом уровне дебютировал 28 мая 2011 года в матче высшего дивизиона Республики Македонии против «Силекса». За восемь сезонов в составе клуба сыграл 75 матчей в чемпионате страны, принимал участие в играх Лиги чемпионов и Лиги Европы. В сезоне 2013/14 с «Работничками» сделал «золотой дубль» — стал чемпионом и обладателем Кубка Республики Македонии, но в том сезоне лишь один раз вышел на поле. Финалист Кубка страны 2011/12 и 2015/16. В ходе сезонов 2014/15 и 2015/16 на правах аренды уходил в бельгийский «Гент», но не сыграл ни одного матча.
В 2018—2019 годах играл в высшем дивизионе Финляндии за «Лахти» и «РоПС», затем вернулся в родной клуб. В 2020 году снова уехал за границу — в клуб высшего дивизиона Кипра «Докса» (Катокопиас).
Выступал за юниорские и молодёжные сборные Республики Македонии. В 2017 году принял участие в финальном турнире молодёжного чемпионата Европы, где сыграл в одном матче — против Португалии (2:4), а его команда не вышла из группы.
В национальной сборной Северной Македонии дебютировал 5 сентября 2020 года в матче Лиги наций против Армении. В 2021 году включен в заявку сборной на чемпионат Европы.